# 증약터널
증약터널(增若터널)은 충청북도 옥천군 군북면 증약리과 대전광역시 동구 신상동을 잇는 터널로, 경부고속도로를 구성한다. 연장 755.0m, 폭 13.6m(유효폭 12.7m), 높이 8.3m이다.
1970년 7월 7일 경부고속도로 대전 ~ 대구 구간 개통과 동시에 구 터널이 개통되었고, 1999년 왕복 6차로로 확장 및 개량되면서 신 터널이 건설됨과 동시에 기존의 구 터널은 신 터널 북쪽의 신상로 상에 위치하는 것으로 변경되었다.

## 같이 보기
- 삼양터널: 부산 방면, 다음 터널
- 대전터널: 서울 방면, 다음 터널